# Le Petit Poucet (film, 1912)
Pour les articles homonymes, voir Le Petit Poucet (homonymie).
Pour plus de détails, voir Fiche technique et Distribution.
Le Petit Poucet est un film muet français réalisé par Louis Feuillade et sorti en 1912.

## Fiche technique
- Titre : Le Petit Poucet
- Réalisation : Louis Feuillade
- Scénario : Louis Feuillade, d'après le conte de Charles Perrault
- Société de production : Société des Établissements L. Gaumont
- Pays d'origine :  France
- Langue : film muet avec les intertitres en français
- Format : Noir et blanc — 35 mm — 1,33:1 — Muet
- Métrage : 618 m
- Genre :
- Durée : 21 minutes
- Date de sortie : 
  -  France : 1er novembre 1912

## Distribution
- René Dary : Le Petit Poucet
- Renée Carl : la mère
- Paul Manson : le père
- Nollot : l'ogre
- Jeanne Marie-Laurent : l'ogresse
- Suzy Prim